# Staffelstein
Staffelstein (en luxembourgeois : Stafelter ) est un lieu-dit de la commune luxembourgeoise de Niederanven située dans le canton de Luxembourg.